# Anja Edith Ference
Anja Edith Ference (* 1975) je německá historička, věnující se mj. dějinám česko-německých vztahů.

## Životopis
Anja Edith Ference vystudovala všeobecné dějiny, politologii i bohemistiku/slovakistiku na Univerzitě Martina Luthera Halle-Wittenberg v Halle a na Univerzitě v Lipsku. Poté studovala české dějiny na Filozofické fakultě Univerzity Palackého v Olomouci (Ph.D., 2012). Mezi léty 2005–2011 působila jako odborná asistentka na Katedře německého jazyka Pedagogické fakulty Univerzity Palackého v Olomouci. V současné době pracuje na Ústavu česko-německých areálových studií a germanistiky Filozofické fakulty Jihočeské univerzity v Českých Budějovicích.

## Dílo
- Německé divadelní, hudební, pěvecké a umělecké spolky v Olomouci v letech 1918 až 1938. Vydání první. České Budějovice: Episteme, edice Jihočeské univerzity v Českých Budějovicích, 2015. 282 stran. Historia. ISBN 978-80-200-2587-6.